# Пельисер, Карлос
Ка́рлос Пельисе́р Ка́мара (исп. Carlos Pellicer Cámara; 16 января 1897, Сан-Хуан-Баутиста — 16 февраля 1977, Мехико) — мексиканский поэт, общественный деятель, педагог.

## Биография
Сын аптекаря, подростком начал работать, чтобы помогать семье. Учился в подготовительной школе Национального автономного университета и в Колумбии, исполнял обязанности личного секретаря известного философа и педагога Хосе Васконселоса, сопровождал его в поездке по Бразилии. 
С юношеских лет отличался общественной активностью, был инициатором ряда «левых» периодических изданий. В 1921 вместе с Диего Риверой, Хосе Клементе Ороско и др. создал Группу солидарности с рабочим движением. 
Преподавал в Национальном автономном университете, в других учебных заведениях страны, участвовал в процессе ликвидации безграмотности сельского населения. По его инициативе был создан ряд художественных, археологических и этнографических музеев, в их числе музей Фриды Кало. Вошел в литературную группу «Современники». Член Мексиканской академии языка (1953), лауреат национальных премий. В 1976 был избран в Конгресс Мексики, став сенатором от ИРП.
Похоронен в Ротонде знаменитых мексиканцев. Его имя носит Региональный антропологический музей в Вильяэрмосе.
Портрет поэта оставил Диего Ривера (1942,  Архивная копия от 13 сентября 2013 на Wayback Machine). Племянница — известная актриса Пина Пельисер (среди прочего, она снялась в фильме Марлона Брандо Одноглазые валеты).

## Произведения

### Прижизненные издания
- 1921: Colores en el mar y otros poemas/ Краски моря и другие стихи
- 1924: Piedra de sacrificios/ Жертвенный камень
  - Seis, siete poemas
  - Oda de junio
- 1927: Hora y 20
- 1929: Camino
- 1931: Cinco Poemas
- 1933: Esquemas para una oda tropical/ Наброски оды тропикам
- 1934: Estrofas al mar marino
- 1937: Hora de junio (1929—1936)
- 1940: Ara virginum
- 1941: Recinto y otras imágenes
  - Exágonos
- 1946: Discurso por las flores
- 1949: Subordinaciones
- 1950: Sonetos
- 1956: Práctica de vuelo/ Практика полета
- 1961: El trato con escritores (в соавторстве)
- 1962: Material poético 1918—1961
  - Dos poemas
  - Con palabras y fuego
- 1965: Teotihuacan y 13 de agosto: ruina de Tenochtitlán/ Теотиуакан, 13 августа
- 1966: Bolívar, ensayo de biografía popular
- 1972: Noticias sobre Nezahualcóyotl y algunos sentimientos
- 1976: Cuerdas, percusión y alientos

### Посмертные издания
- 1978: Reincidencias
  - Cosillas para el nacimiento
- 1981: Obra Poética
- 1985: Cartas desde Italia
- 1987: Cuaderno de viaje

## Публикации на русском языке
- [Стихи]/ Перевод Б.Дубина// Поэты Мексики. М.: Художественная литература, 1975